# Kapil Dev
Kapil Dev Ramlal Nikhanj, né le 6 janvier 1959 à Chandigarh, est un ancien joueur de cricket indien.
Il est souvent considéré comme l'un des meilleurs all-rounders de tous les temps. Il fut le capitaine de l'équipe d'Inde de cricket lorsque celle-ci remporta la coupe du monde en 1983. Il fut le détenteur du plus grand nombre de wickets en test-matchs entre 1994 et 1999.
À l'instar de l'intouchable Vinod Kambli, il fut l'un des premiers joueurs indiens issus des classes populaires à atteindre une célébrité suffisante pour être sélectionné en équipe nationale, les grands joueurs de cricket du sous-continent étant restés longtemps issus exclusivement des élites.

## Honneurs
- Désigné Wisden Indian cricketer of the Century (joueur indien du XXe siècle) en 2002.
- Un des cinq Wisden Cricketers of the Year de l'année 1983.
- Membre de l'ICC Cricket Hall of Fame depuis 2009 (membre inaugural).

## Records et performances
- Premier et seul joueur à avoir franchi à la fois la barre des 4000 runs et des 400 wickets en Test cricket[2]